# Konstanty Zarugiewicz

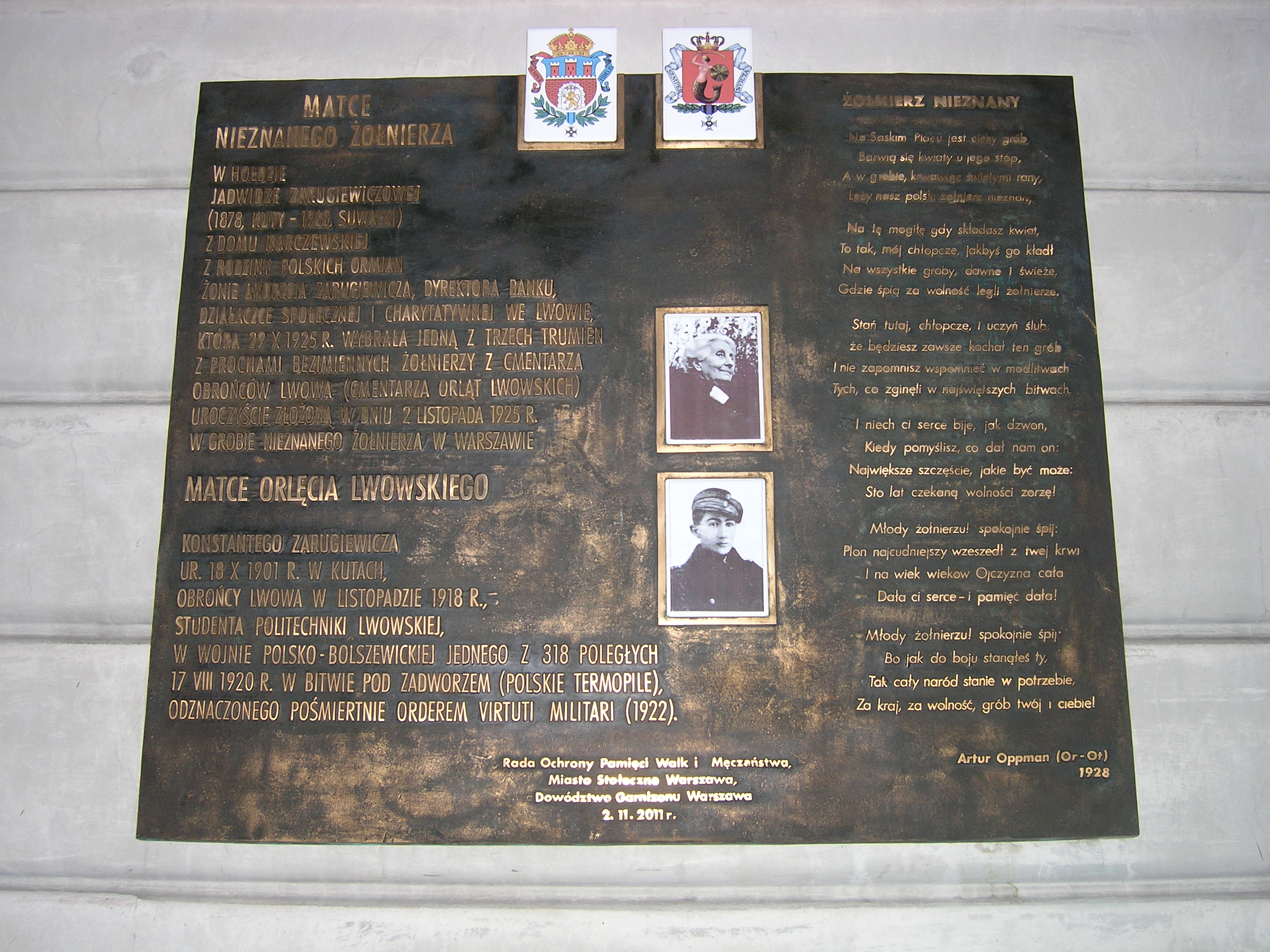
Tablica upamiętniająca Jadwigę Zarugiewiczową – matkę orlęcia lwowskiego, która 29 października 1925 r. wybrała trumnę bezimiennego żołnierza do złożenia w Grobie Nieznanego Żołnierza w Warszawie oraz jej syna Konstantego Zarugiewicza poległego w bitwie pod Zadwórzem, odsłonięta na pl. Józefa Piłsudskiego w Warszawie w 2011 roku

Konstanty Zarugiewicz (ur. 18 października 1901 we Lwowie, zm. 17 sierpnia 1920 we wsi Zadwórze) – polski Ormianin, jedno z Orląt Lwowskich, uczestnik walk polsko-ukraińskich o Lwów oraz wojny polsko-bolszewickiej, kawaler Orderu Virtuti Militari.

## Życiorys
Urodził się 18 października 1901 we Lwowie w rodzinie polskich Ormian. W 1918 ukończył szkołę średnią. Po wybuchu walk z Ukraińcami o Lwów, już pierwszego dnia (1 listopada 1918), zgłosił się jako ochotnik do oddziału rotmistrza Romana Abrahama na Górze Stracenia, gdzie został dwukrotnie odznaczony w rozkazie dziennym. Po wycofaniu Ukraińców ze Lwowa wziął udział w bitwach pod Gródkiem Jagiellońskim i Bartanowem, gdzie został ponownie odznaczony. Wiosną 1919 uczestniczył w polskiej ofensywie. Walczył pod Skniłowem i Trembowlą. Do Lwowa powrócił z końcem lata.
Wstąpił na wydział mechaniczny Politechniki Lwowskiej. Jednak już wiosną 1920 musiał przerwać studia, gdyż został wysłany na Spisz, gdzie w czasie plebiscytu był komendantem odcinka. W lipcu 1920, w czasie wojny polsko-bolszewickiej wrócił do Lwowa i wstąpił do Detachement rtm. Abrahama, jako sierżant w kompanii karabinów maszynowych. W bitwie pod Chodaczkowem k. Tarnopola został ranny. Następnie razem ze swoim oddziałem wycofał się za linię Busk-Krasne. Zginął 17 sierpnia 1920, walcząc z konnicą Siemiona Budionnego w bitwie pod Zadwórzem (zwanej Polskimi Termopilami). Mimo prób rodzinie nie udało się odnaleźć ciała.
W 1921 został odznaczony Krzyżem Srebrnym Orderu Wojskowego Virtuti Militari i Krzyżem Walecznych, a w 1933 Krzyżem Niepodległości.
Matka Konstantego Zarugiewicza – Jadwiga – została w 1925 poproszona o wskazanie tej trumny, spośród trzech trumien ze zwłokami nieznanych żołnierzy, ekshumowanych z Cmentarza Obrońców Lwowa, która miała zostać przewieziona do Warszawy w celu złożenia w Grobie Nieznanego Żołnierza. W pierwszej trumnie znaleziono zwłoki sierżanta, w drugiej kaprala, w trzeciej nie było żadnych stopni wojskowych, odkryto tam zaś maciejówkę z orzełkiem. Zamknięte trumny ustawiono następnie przed cmentarną kaplicą celem wyboru jednej z nich. Jadwiga Zarugiewiczowa wskazała jedną z trumien. Po otwarciu trumny okazało się, że wybór padł na żołnierza bez szarży, z maciejówką. Był to znak, że wybrano ochotnika, żołnierze regularnego wojska nosili bowiem rogatywki. Lekarz dokonujący oględzin orzekł, że pochowany miał przestrzeloną głowę oraz nogę. Były to przesłanki pozwalające uznać, iż poległ na polu chwały, oddając życie za ojczyznę.